# 学校法人沼津学園
学校法人沼津学園（がっこうほうじん ぬまづがくえん）とは、静岡県沼津市にある学校法人。 飛龍高等学校や桐陽高等学校などを運営している。

## 理事長
- 杉山盛雄

## 歴代理事長
初代 - 青木信而
2代目 - 是村ミヤ
3代目 - 是村恵三
4代目 - 杉山憲夫

## 沿革
- 1942年3月 - 財団法人沼津学園設立許可。
- 1942年4月1日 - 沼津学園高等女学校開校。
- 1950年6月 - 学校法人沼津学園に組織変更許可。
- 1966年4月 - 沼津学園幼稚園開園（現・沼津学園第一幼稚園）。
- 1979年4月 - 沼津学園第二幼稚園開園。
- 1983年3月 - 桐陽高等学校開校。
- 1990年4月 - 学校法人沼津学園研修センターいひぎり荘開設。
- 1999年4月 - 飛龍高等学校 三島スクール（生活文化コース）設置。

## 系列校

### 高等学校
- 飛龍高等学校（沼津市）
- 飛龍高等学校 三島スクール（三島市）
- 桐陽高等学校（沼津市）

### 幼稚園
- 沼津学園第一幼稚園（沼津市）
- 沼津学園第二幼稚園（沼津市）

## 関連団体・関連施設など
- 沼津学園ジュニアレスリングクラブ
- 静岡県社会福祉施設協議会 特別養護老人ホーム かわせみ

## 本部所在地
- 静岡県沼津市東熊堂491

## その他関連項目
- 日本の学校法人一覧
- 静岡県高等学校一覧
- 日本の工業高等学校一覧

## かつて関係のあった学校
- 盛岡大学
- 盛岡大学短期大学部
- 盛岡大学付属高等学校
- 盛岡大学付属愛育幼稚園
- 盛岡大学付属くりや川幼稚園
- 盛岡大学付属松園幼稚園
- 盛岡調理師専門学校